# Paul Rohrbach
Karl Albert Paul Rohrbach (* 29. Juni 1869 auf dem Gut Irgen (später: Jēras muiža zu Raņķi) bei Goldingen in Kurland, damals Russisches Kaiserreich, heute Lettland; † 19. Juli 1956 in Langenburg in Württemberg) war evangelischer Theologe, politischer Publizist, Kolonialbeamter und Reiseschriftsteller.

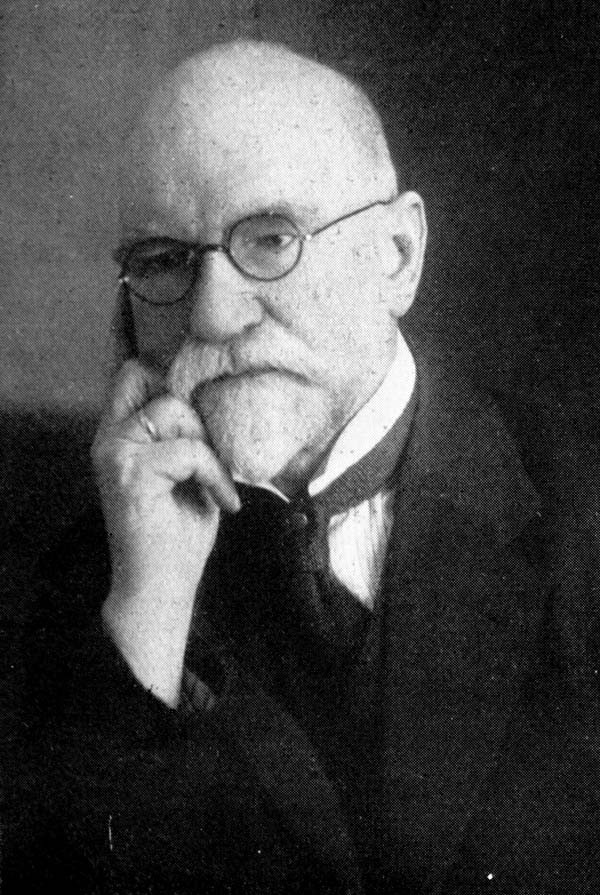
Paul Rohrbach 1931

## Leben

### Herkunft
Rohrbachs Eltern waren Friedrich Albert Rohrbach, Gutspächter und Gemeindebeamter, und Emilie, geb. Kogge. 

### Ausbildung
Er studierte an der Kaiserlichen Universität Dorpat, wo er Mitglied des Corps Neobaltia war, Geschichte und in Berlin Geschichte, Geographie, Volkswirtschaft und Theologie. Im August 1891 wurde er in Berlin promoviert.
Anschließend studierte Rohrbach bis 1898 Theologie in Berlin und Straßburg. Im gleichen Jahr heiratete er die Lehrerin Clara Müller. Ihr Sohn Hans Rohrbach wurde ein bekannter Mathematiker.
Er unternahm zahlreiche Reisen, etwa 1896/97 nach Russland, Turkestan und Armenien, 1898 nach Palästina, 1900 nach Turkestan, Armenien, Mesopotamien und Persien. Insbesondere die Palästinareise bewirkte in seinem theologischen Denken den Wechsel von einem statisch-passiven, geschichtlich geprägten hin zu einem dynamischen, sozial- und weltpolitisch ausgerichteten Christentum.
1901 veröffentlichte er sein theologisches Hauptwerk Im Lande Jahwes und Jesu, in dem er eine Lehre vom Gottesreich auf Erden vertrat. Die daraufhin entstehenden wissenschaftlichen Differenzen mit seinem akademischen Lehrer Adolf von Harnack führten zum Ende seiner theologischen Karriere.

### Politik
Rohrbach, der sich bis 1911 der Fortschrittlichen Partei angeschlossen hatte, verband den Fortschrittsoptimismus seiner Zeit mit deutschem Nationalismus und einem protestantisch gefärbten Kulturchauvinismus zu einem „ethischen Imperialismus“ als Maxime der deutschen Außenpolitik. Das schloss einen entschiedenen Rassismus mit ein, wie Horst Gründer bemerkt. Rohrbach habe einen Rassismus vertreten, „der geradezu präfaschistisch zu nennen“ sei. Seine Ideen propagierte er in zahlreichen Buchveröffentlichungen, Zeitschriftenartikeln und Leitartikeln in führenden deutschen Tageszeitungen. In der Berichterstattung auf dem Gebiet der Kolonial- und Außenpolitik hatte Rohrbach in der Zeit von etwa 1900 bis zum Ende des Ersten Weltkrieges eine bedeutende Stellung inne. Während der Kriegszeit jedoch ließ er sich für Kriegs- und Flottenpropaganda einspannen und fungierte in diesen Jahren zugleich als Pressereferent im Reichsmarineamt.
Rohrbach ließ sich seine schriftstellerische Tätigkeit von Albert Ballin und der Norddeutschen Lloyd finanzieren.
Von 1903 bis 1906 war Rohrbach im Kolonialdienst in Deutsch-Südwestafrika als Ansiedlungskommissar und Wirtschaftssachverständiger tätig. Anschließend kehrte er nach Berlin zurück und wurde Dozent für Kolonialwirtschaft an der dortigen Handelshochschule.

#### Erster Weltkrieg
Von 1914 bis 1918 war Rohrbach Mitarbeiter im Reichsmarineamt, hier eingesetzt im Nachrichtenbüro und als Pressesprecher. Eingebunden in die vorbereitende Kriegs- und Flottenpropaganda des Kaiserreichs hatte er sich mit dafür eingesetzt, einen einheitlichen politischen Nachrichtendienst zur Beobachtung der „Feindstaaten“ zu schaffen. Zeitweilig war ihm auch die Zensur der Auslandspresse übertragen. Später wechselte er zum Auswärtigen Amt, wo er sich als Wortführer einer antirussischen Politik hervortat.
Rohrbach war gemeinsam mit Theodor Schiemann der führende Kopf der „Osteuropäischen Schule“, die im Ersten Weltkrieg durch die „Randstaatenpolitik“ eine Auflösung des multinationalen Russlands
anstrebte.
Baltendeutsche Publizisten wie Rohrbach beeinflussten die überwiegend antirussisch und ukrainophil eingestellte öffentliche Meinung in Deutschland nachhaltig und begünstigten dadurch die Politik der deutschen Regierung der Revolutionierung oder „Befreiung“ der Ukraine.
Trotz ihrer Germanisierungstendenzen, durch Russlanddeutsche im Baltikum, waren die „Osteuropäer“ Rohrbachs und Schiemanns erbitterte Gegner der Alldeutschen und gehörten zu deren schärfsten propagandistischen Gegnern. Sie wollten im Gegensatz zur alldeutschen „Herrenvolkattitüde“ den osteuropäischen „Randvölkern“ Autonomie gewähren.
Aber auch Rohrbach plante ein „subgermanisches Gebiet“ rund um die Ostsee. Das Baltikum könne leicht durch Erhöhung der Einwohnerzahl von 6 Millionen auf 10–15 Millionen germanisiert werden. Die russische Februarrevolution 1917 brachte der „Schiemannschule“ und den ukrainischen Publizisten erheblichen Aufwind, weil ihre Pläne realer wurden. Sie versuchten, mehr Einfluss auf die zivile und militärische Führung des Reiches zu gewinnen.

#### Nach dem Ersten Weltkrieg
Nach dem Ersten Weltkrieg engagierte sich Rohrbach weiterhin für großdeutsch-nationale und koloniale Interessen:
- durch Mitarbeit in der Heidelberger Vereinigung zur wissenschaftlichen Klärung der Kriegsschuldfrage (zusammen mit Max Weber, Friedrich Meinecke, Ernst Troeltsch, Lujo Brentano und Conrad Haußmann),
- in parteipolitischer Arbeit, zuerst in der Deutschen Demokratischen Partei (1920–1926), dann in der Konservativen Volkspartei (1930),
- durch Gründung der Zeitschrift Der Deutsche Gedanke (1924),
- als geschäftsführendes Präsidialmitglied der Akademie zur wissenschaftlichen Erforschung und Pflege des Deutschtums (1927–1929).

Rohrbach hatte auch in der Weimarer Republik großen Einfluss auf die politische Meinungsbildung in der Außenpolitik und veröffentlichte insbesondere Leitartikel in führenden konservativen Tageszeitungen. Er unterstützte die Propaganda für die Wiedererlangung der nach dem Ersten Weltkrieg verlorenen deutschen Kolonien und vertrat spätestens seit Ende der 1920er Jahre Auffassungen, die ihn für die rassistische Politik des Nationalsozialismus Sympathien entwickeln ließen.
In der Zeit des Nationalsozialismus veröffentlichte Rohrbach weiterhin Publikationen zum Kolonialgedanken und Reiseberichte, zog sich allerdings von seiner aktiven politischen Tätigkeit zurück. Zwar biederte er sich dem Regime nicht an, „stand aber Teilen seiner Ideologie und Politik durchaus nahe: Volksgemeinschaft, Führerstaat, Untermenschenthese, Ostpolitik, Antibolschewismus, ‚Wehrhoheit‘, Rheinlandbesetzung, Rückkehr des Saargebietes, Anschluß Österreichs, Beendigung der Reparationsleistungen, Kampf gegen Polen.“ Nach dem Zweiten Weltkrieg lebte er zurückgezogen in Langenburg.
Für sein beharrliches Eintreten für eine unabhängige Ukraine wurde er 1949 mit der Ehrendoktorwürde der Ukrainischen Freien Universität München ausgezeichnet und 1952 zum Ehrenpräsidenten der Deutsch-ukrainischen Gesellschaft ernannt. Außerdem hatte er zusammen mit Johannes Lepsius und Avetik Issahakyan 1914 die Deutsch-Armenische Gesellschaft (DAG) in Berlin mit dem Ziel der Unabhängigkeit und Autonomie des armenischen Volkes gegründet.

## Schriften (Auswahl)
Rohrbachs Veröffentlichungen, vor allem Zeitungs- und Zeitschriftenartikel, sind sehr zahlreich. Insgesamt lassen sich rund 2500 Titel nachweisen.
- Das „Größere Deutschland“ in Moral und Politik. Teil 1 und 2. In: Mitteilungen des Evangelisch-sozialen Kongresses. 9. Folge, Nr. 1, Februar 1900, S. 2–4; 9. Folge, Nr. 2, März 1900, S. 14–16 (programmatische Artikel für eine deutsche Weltmachtpolitik).
- Deutschland unter den Weltvölkern. Materialien zur auswärtigen Politik. Die Hilfe, Berlin-Schöneberg 1903; 5., vollständig neu bearbeitete Auflage, Stuttgart 1921 (grundlegendes Werk des liberalen Imperialismus).
- Aus Südwest-Afrikas schweren Tagen. Blätter von Arbeit und Abschied. Wilhelm Weicher, Berlin 1909 (tagebuchartige Aufzeichnung seiner Erlebnisse kurz vor dem, während des und nach dem Hereroaufstand 1903–1906).
- Der deutsche Gedanke in der Welt. Düsseldorf/Leipzig o. J. (1912); 3. Auflage 1914; Neubearbeitung 1920; Neubearbeitung 1940; 3. Auflage 1942 (Rohrbachs Hauptwerk, in dem er für einen deutschen Kulturimperialismus eintritt).
- Das Größere Deutschland. Wochenschrift für deutsche Welt- und Kolonialpolitik. Erschienen 1914–1918.
- Unter kurdischen Räubern. Erzählung (= Illustrierte Weltall-Bibliothek. Bd. 6). Gutsch, Karlsruhe/Leipzig 1914.
- Warum es der deutsche Krieg ist! Deutsche Verlagsanstalt, Stuttgart 1914, urn:nbn:at:AT-OOeLB-2034657.
- Bismarck und wir. Bruckmann, München 1915 (Bismarckgeist, Sprengt die englische Weltfessel, Beschwörung der russischen Gefahr, Deutschland als Befreier).
- als Hrsg.: Das Baltenbuch. Die baltischen Provinzen und ihre deutsche Kultur. Der Gelbe Verlag Walter Blumtritt, Dachau 1916.
- Weltpolitisches Wanderbuch 1897–1915. Langewiesche, Königstein im Taunus/Leipzig 1916, urn:nbn:at:AT-OOeLB-5340047.
- Der Deutsche Gedanke. Zeitschrift für auswärtige Politik, Wirtschaft und Auslandsdeutschtum. Erschienen 1924–1928.
- Amerika und Wir. Reisebetrachtungen. Buchenau & Reichert, Berlin o. J. (1925).
- Koloniale Siedlung und Wirtschaft der führenden Kolonialvölker. H.Schaffstein, Köln 1934
- Afrika heute und morgen. Grundlinien europäischer Kolonialpolitik in Afrika. Hobbing, Berlin 1939 (Digitalisat).
- Um des Teufels Handschrift. Zwei Menschenalter erlebter Weltgeschichte. Dulk, Hamburg 1953 (Autobiografie).